# بیو
بیو (به اسپانیایی: Bello, Aragon) یک شهرستان در اسپانیا است که در استان تروئل واقع شده‌است.

## خصوصیات
بیو ۵۱ کیلومترمربع مساحت و ۳۶۹ نفر جمعیت دارد.